# Staal (film)
|  | Denne artikel er oprettet af botten PalnaBot ud fra en ekstern database. Den kan derfor have sproglige fejl eller mangler. Denne skabelon kan fjernes efter kontrol af indholdet. |

 For alternative betydninger, se Staal. (Se også artikler, som begynder med Staal)
Staal er en dokumentarfilm instrueret af Ingolf Boisen efter manuskript af Ingolf Boisen.

## Handling
Om fremstilling af dansk stål.